# Expeditionsstreitkräfte
Als Expeditionsstreitkräfte oder Expeditionskorps werden militärische Einheiten bezeichnet, die in Gebieten außerhalb ihres Heimatlandes eingesetzt werden. 
Expeditionsstreitkräfte sind meist Eingreiftruppen, die dort eingesetzt werden, wo normale Heere nicht eingesetzt werden können. Dies ist etwa der Fall, wenn z. B. zwischen dem Heimatland der Armee und dem Einsatzort ein großes Gewässer liegt und das Kriegsgebiet nur per Schiff bzw. Flugzeug zu erreichen ist.

## Vor dem Ersten Weltkrieg
Vor dem Ersten Weltkrieg setzten viele Staaten, insbesondere die großen Kolonialmächte Großbritannien und Frankreich, aber auch die USA, Deutschland, Russland, Spanien und Japan in verschiedenen Konflikten derartige Expeditionskorps ein. Dabei wurde meist gegen Aufständische in Kolonien, aber auch gegen andere Staaten gekämpft. Zu dieser Zeit wurden Soldaten und Material meist in konventionellen Kriegsschiffen oder Passagierschiffen zu dem Einsatzort gebracht.

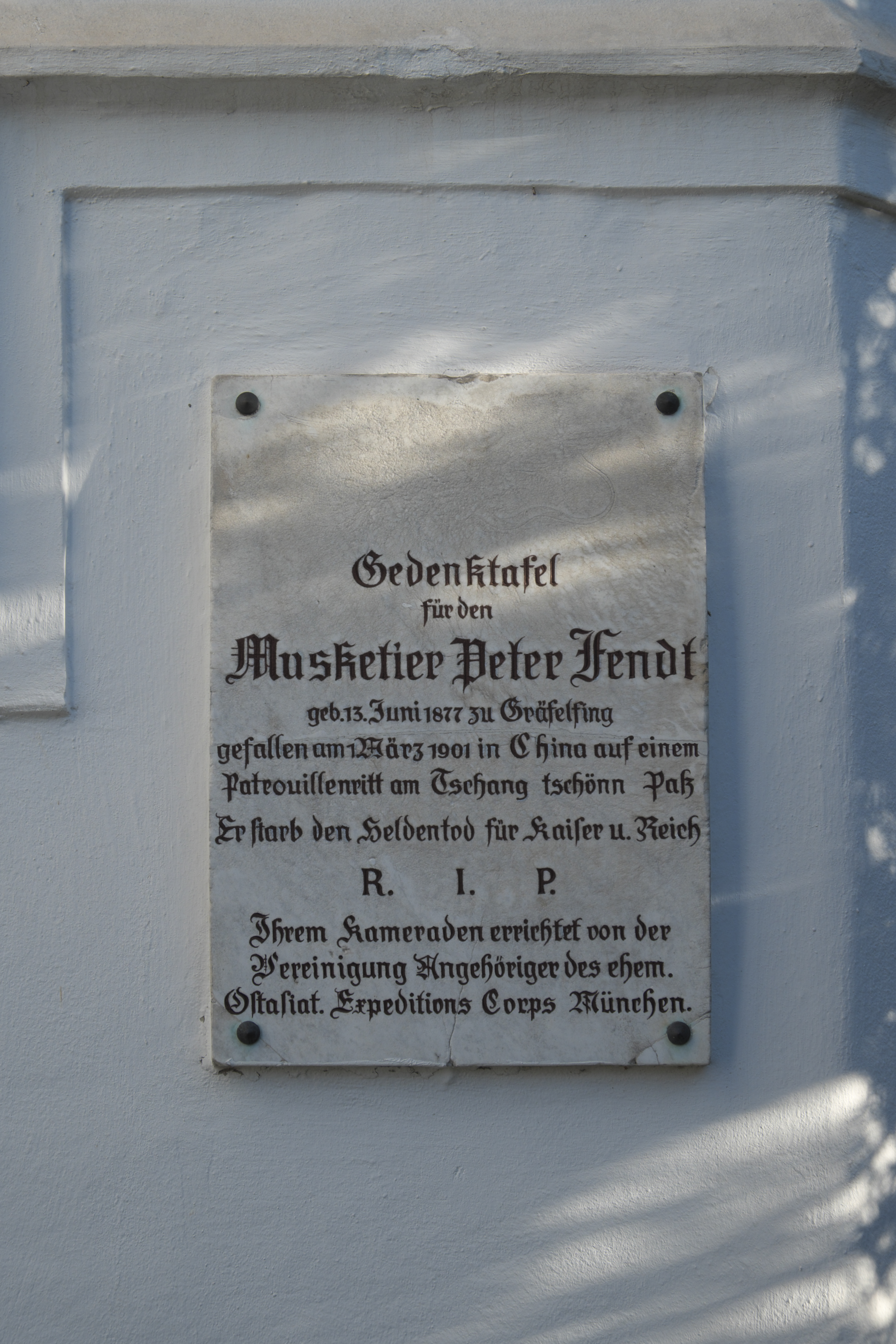
Spuren des Ostasiatischen Expeditions Corps München in Bayern

Deutschland begann erst mit dem Aufstieg Wilhelms II.  und seiner Kolonial- und Marinepolitik mit der Aufstellung von derartigen Streitkräften. So kämpften deutsche Truppen zwischen 1880 und 1918 in Übersee, etwa in China (z. B. bei der Niederschlagung des Boxeraufstandes) und Afrika (Aufstand der Herero und Nama).
Einige Konflikte, bei denen Expeditionsstreitkräfte zum Einsatz kamen:
- Internationale Streitkräfte
  - 1898 Boxeraufstand
- Australien und Neuseeland
  - 1915–1918 Australian and New Zealand Army Corps (Erster Weltkrieg)
- Frankreich
  - 1798–1801 Ägyptische Expedition
  - 1807–1813 Napoleonische Kriege auf der Iberischen Halbinsel
  - 1861–1867 Französische Intervention in Mexiko
- Großbritannien
  - 1775–1783 Amerikanischer Unabhängigkeitskrieg
  - 1807–1814 Napoleonische Kriege auf der Iberischen Halbinsel
  - 1854 Krimkrieg
  - 1889 Mahdi-Aufstand
  - 1879–1882 Urabi-Bewegung
  - 1879 Zulukrieg
  - 1880–1881 Erster Burenkrieg
- Deutschland
  - 1904 Aufstand der Herero und Nama
- Chile
  - 1879 Salpeterkrieg

## Erster Weltkrieg
Bereits vor dem Ersten Weltkrieg sah sich Großbritannien gezwungen, Planungen für den Fall anzustellen, dass Deutschland die belgische Neutralität verletzen würde. Zu Beginn des Weltkrieges wurde dann die British Expeditionary Force (BEF) aufgestellt. Die Einheiten wurden in Britannien zusammengestellt, um dann nach Frankreich verschifft zu werden. Ein großes Landungsunternehmen fand in Gallipoli statt, für das die Mediterranean Expeditionary Force um Streitkräfte aus dem Britischen Empire aufgestockt wurde. So gehörte das Australian and New Zealand Army Corps (ANZAC) zu deren Einheiten. Mit dem Beitritt der USA in den Krieg wurden die American Expeditionary Forces gebildet, unter deren Oberkommando die amerikanischen Streitkräfte in Europa standen.
Nach Ende der Kampfhandlungen wurden diese Einheiten schnell reduziert und schließlich ganz aufgelöst.

## Zweiter Weltkrieg
Zu Beginn des Zweiten Weltkrieges stellte Großbritannien 1939 erneut die BEF auf und schickte sie mit 400.000 Mann nach Frankreich. Erst Anfang 1940 hatte sie ihre volle Stärke erreicht. Gemeinsam mit der französischen Armee wurde die BEF 1940 von der Wehrmacht vernichtend geschlagen und musste in der Operation Dynamo wieder evakuiert werden.
Mit der Operation Husky kehrten die Briten zusammen mit dem neuen Verbündeten USA als Allied Expeditionary Force auf das europäische Festland zurück. Unter dem Oberkommando von Dwight D. Eisenhower wurden unter anderem die Operation Overlord durchgeführt und die deutsche Ardennenoffensive zurückgeschlagen.
Der Zweite Weltkrieg brachte auch die größte Änderung im Bereich der Expeditionsstreitkräfte. Die Einheiten wurden nicht wie bisher mit Passagierschiffen direkt in das Krisengebiet gebracht, sondern aus dem Bereitstellungsraum durch amphibische Operationen angelandet.

## Während und nach dem Kalten Krieg
Der französische Indochinakrieg gilt als letzter großer Kolonialkrieg und wurde zwischen französischen Expeditionskräften und paramilitärischen Kräften des Việt Minh ausgetragen.
Nach dem Ende der britischen Übermacht auf See wurden die USA der größte Aufsteller von Expeditionsstreitkräften, wenn auch unter anderer Bezeichnung. So wurden im Koreakrieg die UN-Truppen von den USA angeführt. 
In der Folge kam es immer wieder zu bewaffneten Konflikten, bei denen Streitkräfte eingesetzt wurden, die unter die Kategorie Expeditionsstreitkräfte fallen, aber oft in ihrer Gesamtheit nicht so genannt wurden. Dies sind u. a. der Vietnamkrieg, der Falklandkrieg, der Zweite Golfkrieg und der Irakkrieg.
Als Folge der seit 1990 veränderten Sicherheitslage wird auch die Bundeswehr zu friedenserhaltenden und -sichernden Maßnahmen außerhalb der Bundesrepublik Deutschland eingesetzt. Bei Auslandseinsätzen kamen seit 1992 insgesamt 116 Soldaten ums Leben, 37 Soldaten fielen durch Fremdeinwirkung, 69 kamen durch sonstige Umstände ums Leben. Insgesamt 22 Angehörige der Bundeswehr begingen in Auslandseinsätzen Suizid. (Stand: 7. Februar 2023)

## Streitkräfte mit der offiziellen Bezeichnung „Expeditionsstreitkräfte“
- American Expeditionary Force
- American North Russia Expeditionary Force
- Australian Naval and Military Expeditionary Force
- Força Expedicionária Brasileira
- British Expeditionary Force
- Canadian Expeditionary Force
- Chinese Expeditionary Force
- Corpo di spedizione italiano in Russia
- New Zealand Expeditionary Force
- Philippine Expeditionary Force to Korea
- Expeditionskorps der Russischen Armee in Frankreich
- Allied Expeditionary Force
- Marine Expeditionary Unit